# قومية يسارية
القومية اليسارية أو القومية الاشتراكية، هي شكل من أشكال القومية المبنية على المساواة المجتمعية (رغم أنها ليست بالضرورة مساواتية سياسيا)، سيادة الشعب، وحق تقرير المصير القومي. تتضمن القومية اليسارية أيضا معاداة للإمبريالية، وحركات تحرر قومية. كما تتناقض مع القومية اليمينية وترفض في أحيان كثيرة القومية الإثنية لنفس السبب، رغم أن بعض أشكالها تضمنت برامجا عنصرية، تفضيلا لمجتمع متجانس، ورفضا للأقليات والهجرة.
شملت الحركات القومية اليسارية البارزة في التاريخ الجيش الوطني الهندي بقيادة سوبهاش شاندرا بوز الذي سعى لاستقلال الهند عن بريطانيا، حركة موكتي باهيني، حزب شين فين الأيرلندي الجمهوري، الحركة القومية الباسكية وحزب بايلدو السياسي، الحزب البلشفي القومي ووريثه حزب روسيا الأخرى، حركة استقلال كتالونيا، رابطة شيوعيي يوغسلافيا، الجبهة السوداء بألمانيا، حزب مالايا القومي بماليزيا، الحزب القومي السكتلندي، والكونغرس القومي الأفريقي لجنوب أفريقيا في عهد نيلسون مانديلا.

## الماركسية والقومية
تُعرف الماركسية الأمة على أنها بناء اجتماعي اقتصادي ظهر عقب اندثار النظام الإقطاعي الذي استخدم لإنشاء النظام الاقتصادي الرأسمالي. وقد أجمع الماركسيون الكلاسيكيون على أن القومية «ظاهرة برجوازية» لا ترتبط بالماركسية. لكن في بعض الحالات، كانت الماركسية داعمة للحركات القومية في حال كان هدفها مرتبطا بالصراع الطبقي، ورفضت الحركات القومية الأخرى التي صرفت انتباه العمال عن هدفهم الأهم، وهو هزيمة البروجوازية. صنف الماركسيون بعض الأمم على أنها «تقدمية» وصنفوا أمما أخرى على أنها «رجعية». وقد دعم جوزيف ستالين، على سبيل المثال، تفسيرات ماركس بأن استخدام القومية البروليتارية التي تشجع الصراع الطبقي في إطار دولي.

## كارل ماركس وفريدريك إنجلز
فسر كارل ماركس وفريدريك إنجلز القضايا المتعلقة بالقومية على أسس تطورية. فقد ادعى ماركس وإنجلز أن ظهور الدولة القومية الحديثة كانت نتاجا لاستبدال الإقطاع بنظام الإنتاج الرأسمالي. ومع استبدال الإقطاع بالرأسمالية، سعى الرأسماليون إلى توحيد وتمركز ثقافة الشعوب ولغتهم داخل الدول من أجل خلق ظروف تؤدي إلى اقتصاد سوقي، من حيث توحيد اللغة داخل الدول لإدارة الاقتصاد، ولاحتواء عدد كبير كاف من السكان في الدولة لضمان تقسيم داخلي للعمل ولاحتواء مساحة كبيرة بما يكفي للدولة لتحافظ على اقتصاد قابل للتطبيق.
رغم أن ماركس وإنجلز اعتقدا أن البرجوازية هي أصل الدولة القومية والهوية القومية، إلا أنهما اعتقدا بأن ظهور الدولة المركزية كنتيجة لاندثار النظام الإقطاعي وظهور الرأسمالية قد ساهما في خلق ظروف اجتماعية إيجابية لتحفيز الصراع الطبقي. اتبع ماركس اعتقاد إنجلز بأن ظهور المجتمع الفرداني المدني بالدول تطور إيجابي لكونه فكك المجتمع المتدين السابق وحرر ضمير الفرد. يدّعي ماركس في كتابه «الأيديولوجية الألمانية» أنه على الرغم من كون المجتمع المدني رأسماليا ومعبرا عن حكم الطبقة البرجوازية، إلا أنه مفيد للبروليتاريا لأنه غير مستقر، إذ أنه ليس بإمكان الدولة أو البرجوازية التحكم في المجتمع المدني. رأى ماركس وإنجلز أن القومية التقدمية تشتمل تدميرا للإقطاع، واعتقدا بأن هذه خطوة مفيدة، لكنهما اعتقدا بأن القومية الضارة لتطور الصراع الطبقي الدولي كرجعية واجب القضاء عليها